# Maurizio Borda
Maurizio Borda (...) è un archeologo e storico italiano.

## Biografia
Vissuto nei decenni centrali del XX secolo fu archeologo, ricercatore e docente universitario, storico e incaricato presso la Direzione Generale delle Antichità e Belle Arti di Roma al Ministero della Pubblica Istruzione.
In qualità di archeologo, si occupò degli scavi della città di Tusculum negli anni dal 1952 al 1955. Attribuì a Giulio Cesare un ritratto in marmo riscoperto proprio a Tusculum, ritratto che oggi viene considerato l'unica rappresentazione certa del dittatore.
Sistemò il primo Museo Tuscolano del dopoguerra aperto nel 1954 nel castello della curia vescovile di Frascati, poi i vari reperti del museo furono spostati alle Scuderie Aldobrandini. Negli anni '60 e '70 insegnava archeologia e storia dell'arte romana presso l'università di Trieste.

## Opere
- Caio Giulio Cesare - ed. Istituto Nazionale di Studi Romani - 1957 ISBN 8873111262
- La ceramica italiota a figure rosse nei Musei Civici di Udine - 1973
- Arte dedalica a Taranto - Pordenone- 1979
- Descrizione dell'antico Tuscolo - 1979
- Monumenti archeologici tuscolani nel Castello di Agliè - ed. Libreria dello Stato Roma 1943
- Tuscolo - ed. Poligrafico dello stato - Roma 1958
- Origini di Tuscolo - Estratto da "Urbe", 1952
- Monumenti paleocristiani nel territorio tuscolano 1955
- Museo Tuscolano (Catalogo), Frascati 1954
- Albori del Cristianesimo nel Tuscolano - Estratto da "Capitalium" 1955
- Ceramiche Apule - Bergamo 1966 - ed: Istituto Italiano d'Arti Grafiche
- La pittura romana - Milano 1958 - ed: Vallardi
- Arte Cretese e Micenea nel Museo Pigorini di Roma - Roma 1946 - ed: Libreria dello Stato
- Ceramiche e terrecotte Greche, Magnogreche e Italiche del Museo Civile di Treviso - 1976 - ed: Marton